# Station Pamiers
Station Pamiers is een spoorwegstation in de Franse gemeente Pamiers.

## Foto's

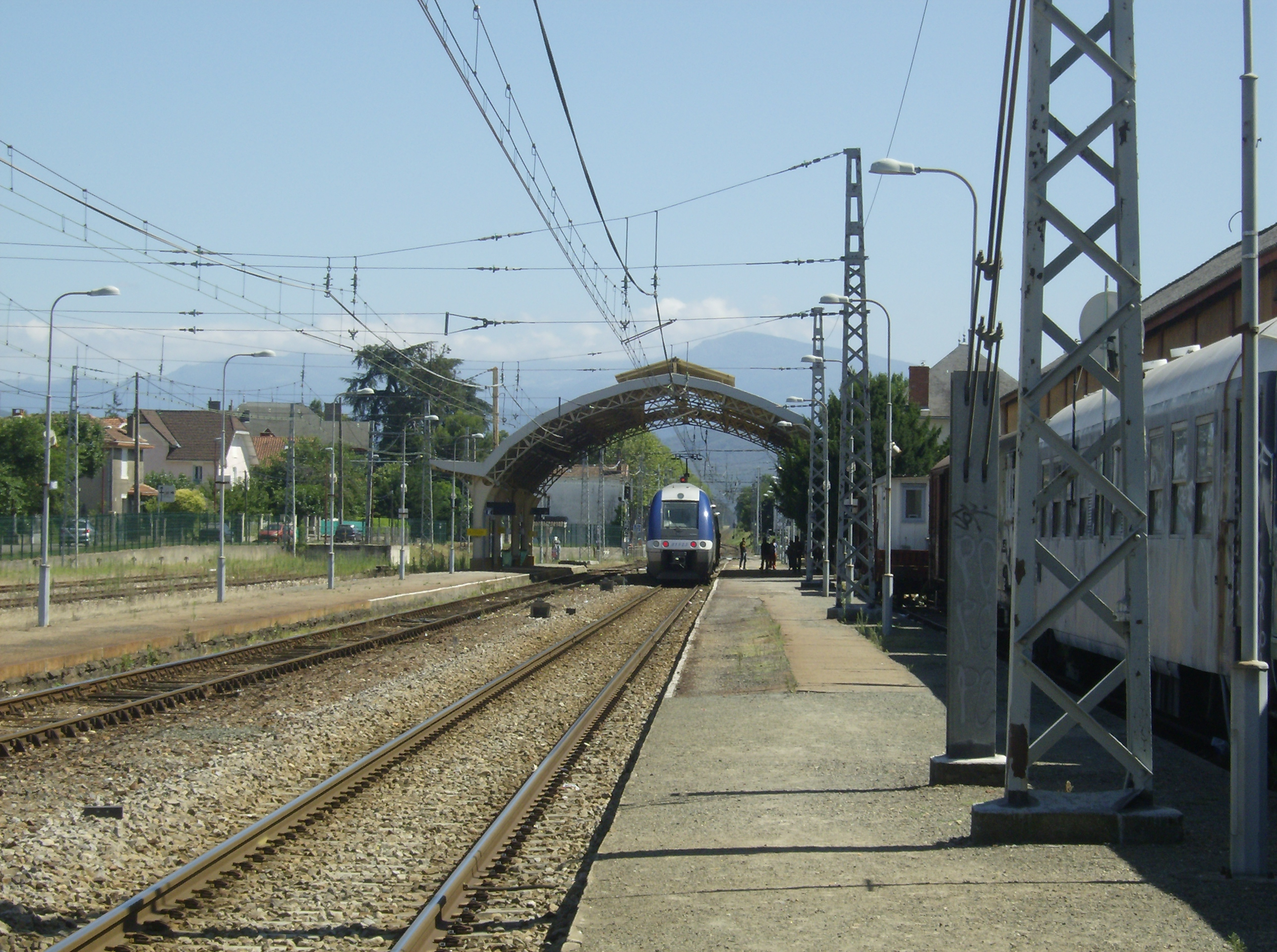